# Daniel na cova dos leões

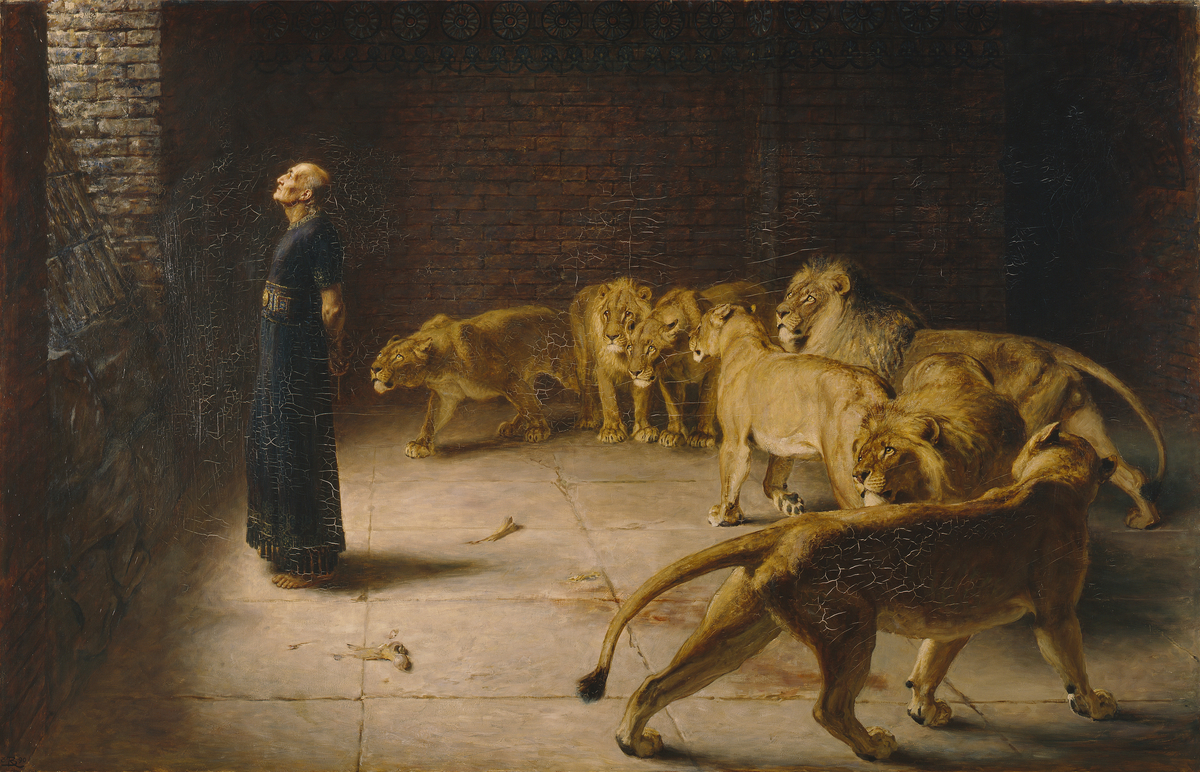
Daniel na Cova dos Leões (1872) — Briton Rivière

Daniel na cova dos leões é o sexto capitulo do Livro de Daniel, no Antigo Testamento. O capítulo é uma narrativa de uma trama causada por oficiais do Império Aquemênida, no reinado de Dario, o Medo, que por um decreto real, no qual, não era permitido a adoração a nenhum Deus, senão, somente ao rei. Quem desobedecesse este decreto seria jogada na cova dos leões. Daniel, mesmo amigo do rei Dario, é pego em oração ao Deus de Israel, e portanto, jogado em uma cova com leões famintos; no entanto ele acaba escapando milagrosamente de ser devorado por estes leões.
Daniel disse: "Deus mandou um anjo que fechou a boca dos leões".
Então o rei Dario mandou tirar Daniel da cova e mandou jogar as pessoas que fizeram o rei fazer o decreto.